# Savojska dinastija
Savojska dinastija talijanska je vladarska dinastija prozvana po svom feudalnom posjedu Savoji. Jedna je od najstarijih europskih dinastija, koja se spominje još od 11. stoljeća, kada su stekli posjed Savoju. Tijekom stoljeća stekla grofovski, vojvodski i kraljevski naslov, imala je veliku moć i značajnu političku ulogu na području sjeverne Italije od 14. stoljeća nadalje.
Članovi obitelji bili su kraljevi Italije do 1946. godine kada je ukinuta monarhija i proglašena Republika Italija.
Od članova sporednih ogranaka Savojske dinastije istaknuti su bili austrijski vojskovođa Eugen Savojski (1663. – 1736.), španjolski kralj Amadeo I. (1871. – 1873), talijanski general Amadeo Savojski od Aoste, potkralj Etiopije (1937. – 1942.) te neokrunjeni hrvatski kralj Aimone Savojski od Aoste, poznat i pod kraljevskim imenom Tomislav II. (1941. – 1943).

## Povijest Savojske dinastije
Utemeljitelj savojske dinastije je Humbert Bijelih Ruku (985. – 1048.), kome je car Konrad II. dao 1003. godine grofoviju Savoju u feud. Njegovi nasljednici, savojski grofovi, ujedinili su pod svojom vlašću cijelu Savoju, proširujući teritorij pod svojom vlašću. Grof Amadeo V. (1285. – 1323.) usvojio je Salijski zakon o nasljeđivanju i uveo primogenituru kako bi spriječio usitnjavanje obiteljskih posjeda među članovima obitelji.
Za vladavine grofa Amadeja VI. obitelj je protegla svoju vlast i na dijelove Švicarske (Vaud, 1359.) te 1418. godine na Pijemont s Torinom, nakon čega se težište vladanja Savojaca premješta uskoro u Pijemont. Savojsku grofoviju podigao je 1416. godine na rang vojvodine njemački car Žigmund Luksemburški, za vladavine Amadea VIII.
Tijekom 15. i 16. stoljeća opada moć Savojske dinastije zbog niza slabih vladara, što je kulminiralo francuskim osvajanjem Savojskog vojvodstva 1536. godine. Ipak, vojvoda Emanuel Filibert je uspio 1559. godine vratiti veći dio okupiranog vojvodstva, na temelju mira u Cateau-Cambrésis. U narednom periodu, Savojci zadržavaju neovisnost i stabilnost u vanjskoj politici zahvaljujući uspješnom balansiranju između dvije sile, Francuza i Habsburga. Godine 1713. Viktor Amadeo II. postao je kraljem Sicilije, a 1720. godine zamijenio je Siciliju Sardinijom i postao kraljem Sardinije. Godine 1831. smrću kralja Karla Feliksa, izumrla je glavna loza, a krunu i starješinstvo nad dinastijom preuzeo je Karlo Albert iz sporedne loze Savoja-Carignano.
Viktor Emanuel II. kao kralj Sardinije (od 1849.) postaje 1861. kraljem ujedinjene Kraljevine Italije. Kao uzvrat za pomoć koju mu je pružio Napoleon III. morao je prepustiti Francuskoj Savoju, stožerni posjed svoje dinastije. 
Savojska dinastija vladala je do 1946. (Umberto II. i Jelena Savojska), kada je Italija proglašena republikom, a muški članovi dinastije bili su prisiljeni zakonom izbjeći u inozemstvo. Trenutni starješina dinastije je nepoznat, jer postoji sukob između loze Savoja-Carignano, koja je postala glavna loza Savojske dinastije, i sporedne loze Savoja-Aosta koja pretendira na primat unutar kraljevske obitelji.

## Popis vladara iz Savojske dinastije

### Savojski grofovi
- Humbert I. Bijelih Ruku (1003. – 1048.)
- Amadeo I. (1048. – 1056.)
- Oton (1056. – 1060.)
- Petar I. (1060. – 1078.)
- Amadeo II. (1060. – 1080.)
- Humbert II. (1080. – 1103.)
- Amadeo III. (1103. – 1148.)
- Humbert III. (1148. – 1189.)
- Toma I. (1189. – 1233.)
- Amadeo IV. (1233. – 1253.)
- Bonifacij (1253. – 1263.)
- Petar II. (1263. – 1268.)
- Filip I. (1268. – 1285.)
- Amadeo V. (1285. – 1323.)
- Eduard I. (1323. – 1329.)
- Aimone (1329. – 1343.)
- Amadeo VI. (1343. – 1383.)
- Amadeo VII. (1383. – 1391.)
- Amadeo VIII. (1391. – 1416.); kao grof Savoje

### Savojski vojvode
- Amadeo VIII. (1416. – 1440.); kao vojvoda Savoje
- Luj (1440. – 1465.)
- Amadeo IX. (1465. – 1472.)
- Filibert I. (1472. – 1482.)
- Karlo I. (1482. – 1490.)
- Karlo (II.) Ivan Amadeo (1490. – 1496.)
- Filip II. (1496. – 1497.)
- Filibert II. (1497. – 1504.)
- Karlo III. (1504. – 1553.)
- Emanuel Filibert (1553. – 1580.)
- Karlo Emanuel I. (1580. – 1630.)
- Viktor Amadeo I. (1630. – 1637.)
- Franjo Hijacint (1637. – 1638.)
- Karlo Emanuel II. (1638. – 1675.)
- Viktor Amadeo II. (1675. – 1713.); kao vojvoda Savoje

### Kraljevi Sicilije
- Viktor Amadeo II. (1713. – 1720.)

### Kraljevi Sardinije
- Viktor Amadeo II. (1720. – 1730.)
- Karlo Emanuel III. (1730. – 1773.)
- Viktor Amadeo III. (1773. – 1796.)
- Karlo Emanuel IV. (1796. – 1802.)
- Viktor Emanuel I. (1802. – 1821.)
- Karlo Feliks (1821. – 1831.)
- Karlo Albert (1831. – 1849.)
- Viktor Emanuel II. (1849. – 1861.)

### Kraljevi Italije
- Viktor Emanuel II. (1861. – 1878.)
- Umberto I. (1878. – 1900.)
- Viktor Emanuel III. (1900. – 1946.)
- Umberto II. (1946.)